# Пологи (Охтирський район)
Поло́ги — село в Україні, у Чернеччинській сільській громаді Охтирського району Сумської області. Населення становить 707 осіб. Колишній орган місцевого самоврядування — Пологівська сільська рада.
Село простягнулося на 9 км вздовж річки Гусинки.

## Географія
Село Пологи знаходиться на березі річки Гусинка, нижче за течією на відстані 1 км розташовані село Залісне і місто Охтирка. Село складається з декількох частин, рознесених на відстань до 1 км, село витягнуто вздовж річки на 9 км. Поруч проходять автомобільна дорога Т 17055 і залізнична гілка, станція зупинний пункт 9 Км.
На північно-західній околиці села річка Гусочка впадає у річку Гусинку.

## Історія
На південь від села виявлено курганний могильник.
Село виникло в середині XIX століття.
За даними на 1864 рік на казеному хуторі Охтирського повіту Харківської губернії мешкало 754 особи (374 чоловічої статі та 380 — жіночої), налічувалось 120 дворових господарств, існувала православна церква.
Станом на 1914 рік хутір відносився до Охтирської волості, кількість мешканців зросла до 1552 осіб.
Станом на серпень 2017 року в селі діє храм УПЦ КП Успіння Божої Матері.
12 червня 2020 року, відповідно до розпорядження Кабінету Міністрів України № 723-р «Про визначення адміністративних центрів та затвердження територій територіальних громад Сумської області», село увійшло до складу Черниччинської сільської громади.
19 липня 2020 року, в результаті адміністративно-територіальної реформи та ліквідації Охтирського району(1923-2020), село увійшло до складу новоутвореного Охтирського району.

## Відомі люди
- Бублик Юрій Тимофійович — голова Охтирської райдержадміністрації, народний депутат України 2-го скликання.